# Шкуропат Василь Андрійович
Василь Андрійович Шкуропат (1 серпня 1918, село Залізне, тепер місто Торецької міської громади Бахмутського району Донецької області — 14 січня 1993, місто Маріуполь Донецької області) — український радянський діяч, новатор металургійного виробництва, Герой Соціалістичної Праці (19.07.1958). Депутат Верховної Ради СРСР 5-го скликання.

## Біографія
Народився 1 серпня 1918 року (за іншими даними — в 1917 році) в селянській родині в селі Залізному (тепер місто Торецької міської громади Бахмутського району Донецької області). Освіта неповна середня: закінчив сім класів школи у рідному селі.
З 1935 року — в місті Маріуполі, закінчив Маріупольську школу фабрично-заводського навчання. З 1937 по 1938 рік працював підручним сталевара Маріупольського металургійного заводу «Азовсталь» Сталінської області.
У 1938—1948 роках служив на Військово-морському флоті СРСР далекомірником 2-го класу есмінця «Незаможник» (Чорноморський флот), учасник німецько-радянської війни. Член ВКП(б) з грудня 1942 року. 
З 1948 року працював підручним сталевара, сталеваром 11-ї печі, обермайстром мартенівського цеху на Ждановському (Маріупольському) металургійному комбінаті «Азовсталь».
Потім — на пенсії. Помер 14 січня 1993 року в Маріуполі.

## Звання
- старшина 1-ї статі

## Нагороди
- Герой Соціалістичної Праці (19.07.1958)
- орден Леніна (19.07.1958)
- два ордени Вітчизняної війни 2 ступеня (25.05.1945, 6.04.1985)
- медаль «За трудову відзнаку»
- медаль «За відвагу» (14.11.1942)
- медаль «За бойові заслуги»
- медаль «За оборону Одеси» (1943)
- медаль «За оборону Севастополя» (1943)
- медаль «За оборону Кавказу» (1945)
- польський орден (за допомогу, надану тамтешнім металургам)